# Miner becllarg
El miner becllarg (Geositta tenuirostris) és una espècie d'ocell de la família dels furnàrids (Furnariidae).

## Descripció
- Fa uns 18 cm de llarg.Bec prim i llarg, una mica corbat.
- Color general marró clar, més clar per sota. Al pit algunes estries una mica més fosques.

## Hàbitat i distribució
Praderies de muntanya del centre de l'Equador, nord-oest del Perú, centre i sud de Bolívia i nord-oest de l'Argentina.

## Subespècies
S'han descrit dues subespècies:
- G. t. kalimayae (Krabbe, 1992). centre de l'Equador
- G. t. tenuirostris (Lafresnaye, 1836). Peru, Bolivia i nord-oest de l'Argentina